# Elaphoglossum chloodes
Elaphoglossum chloodes är en träjonväxtart som beskrevs av John T. Mickel. Elaphoglossum chloodes ingår i släktet Elaphoglossum och familjen Dryopteridaceae. Inga underarter finns listade.